# Zuclopenthixol
Zuclopenthixol ist eine heterocyclische organisch-chemische Verbindung aus der Gruppe der Thioxanthene. Der Arzneistoff wird zur Behandlung von Psychosen eingesetzt. Zuclopenthixol ist ein Dopamin- und Serotonin-Rezeptor-Antagonist. Als wirksamer Bestandteil eines Arzneimittels wurde Zuclopenthixol erstmals 1986 durch Lundbeck als Clopixol in den Handel gebracht.

## Klinische Angaben

### Zugelassene Anwendungsgebiete
Zuclopenthixol ist zur Behandlung von akuter und chronischer Schizophrenie, Manie, psychomotorischen Erregungszuständen und aggressiven Verhaltensweisen bei geistiger Behinderung oder Demenz zugelassen.

### Unerwünschte Wirkungen
Die folgenden unerwünschten Wirkungen treten sehr häufig auf: Akkommodationsstörungen, Bewegungsdrang, Mundtrockenheit, Müdigkeit (bis zu 80 % am Anfang der Behandlung), Muskelstarre, Parkinson-Syndrom, Schiefhals, Schwindel, Sitzunruhe, Zittern und Zungenschlundsyndrom.
Häufig treten Appetitlosigkeit, Blickkrampf, Brechreiz, Depression, Durchfall, Dystonie, Erbrechen, Erregungsleitungsstörungen am Herzen, Photosensibilität, Hautausschlag, Kopfschmerzen, Menstruationsstörungen, Nesselsucht, gesteigerte Reflexe oder Übelkeit auf.

## Geschichtliches
Zuclopenthixol wurde durch die dänische Firma Lundbeck entwickelt. Es ist das reine (Z)-Isomer (Synonym: cis-Isomer) des zuvor von Lundbeck entwickelten (EZ)-Isomerengemisches (Synonym: cis,trans-Isomerengemisch) Clopenthixol, das 1986 erstmals in den Handel gebracht wurde. Für Deutschland lizenzierte Lundbeck Clopenthixol an Bayer aus. Im Jahr 2000 nahm Bayer Clopenthixol (ein Stoffgemisch) vom Markt und ersetzte es durch Zuclopenthixol.

## Handelsnamen und Darreichungsformen
Der Arzneistoff Zuclopenthixol wird in drei verschiedenen Salz- und Esterformen in den Handel gebracht:
- Zuclopenthixoldecanoat: als Injektionslösung zur intramuskulären Depotgabe,
- Zuclopenthixolacetat: als Injektionslösung zur intramuskulären Akutbehandlung,
- Zuclopenthixoldihydrochlorid als Tabletten und Tropfen zur oralen Einnahme.

Alle drei Salz- und Esterformen stehen in Deutschland, Österreich und der Schweiz zur Verfügung, werden aber unter unterschiedlichen Handelsnamen vertrieben: Ciatyl-Z in Deutschland (Bayer), Cisordinol in Österreich (Lundbeck) und Clopixol in der Schweiz (Lundbeck).